# New-Forest-Nationalpark
Der New-Forest-Nationalpark ist ein Schutzgebiet im Süden Englands. Er liegt größtenteils in Hampshire, ein kleiner Teil liegt in Wiltshire. New Forest bezeichnet auch eine Landschaft (siehe hier) und einen Verwaltungsbezirk (siehe hier). Diese sind aber nicht deckungsgleich.
Der National park nach englischem Recht ist nach den internationalen IUCN-Kategorien für Schutzgebiete lediglich eine geschützte Landschaft mit dem schwächsten Schutzstatus V (vergleichbar den deutschen Naturparken). Im Wesentlichen handelt es sich um den Schutz einer alten Kulturlandschaft.

## Vorgeschichte
Wie der größte Teil Englands war auch der New Forest ursprünglich bewaldet, wurde aber bereits zur Stein- und Bronzezeit partiell gerodet, um das Gebiet landwirtschaftlich zu nutzen. Die schlechte Qualität des Bodens führte aber dazu, dass sich das Land in eine Heidelandschaft verwandelte.
1079 wurde der New Forest von Wilhelm I von England zum königlichen Wald für die Hirschjagd erklärt. Erstmals erwähnt wird er als Nova Foresta im Domesday Book von 1086. Noch heute gehören rund 90 Prozent des New Forest der englischen Krone. Im Laufe der Zeit wurde der New Forest zu einem wichtigen Holzlieferanten für die Royal Navy und es wurde begonnen, die abgeholzten Flächen wieder aufzuforsten. Während des Ersten Weltkrieges holzte man die Laubbäume ab und ersetzte diese mit Nadelbäumen, um den Holzbedarf während des Krieges zu decken. Weitere Eingriffe gab es während des Zweiten Weltkrieges. Dieser Prozess wird heute umgekehrt, indem Nadelwald durch Laubwald oder Heideland ersetzt wird.

## Geschichte des Nationalparks
Im Jahre 1999 beriet die Countryside Agency (brit. Landschaftsbehörde) über die Ernennung des New Forest zum Nationalpark. Der Beschluss wurde am 24. Januar 2002 gefasst und im Februar dem zuständigen Minister zur Bestätigung vorgelegt. Einwände von sieben lokalen Behörden wurden geprüft und schließlich fand vom 8. Oktober 2002 bis 10. April 2003 eine Volksbefragung statt. Diese befürwortete den Vorschlag, jedoch mit kleinen Korrekturen am Grenzverlauf.
Am 28. Juni 2004 bestätigte Landwirtschaftsminister Alun Michael das Vorhaben der Regierung, den New Forest mit weiteren Modifikationen am Grenzverlauf zum Nationalpark zu erklären. Er umfasst nun 571 km². Am 1. März 2005 wurde der Nationalpark formell eingerichtet. Der Aufbau der Nationalparkbehörde begann am 1. April 2005 und seit dem 1. April 2006 verfügt sie über ihre vollen Rechte.
Etwa 50 Prozent des königlichen Landes liegen in den Grenzen des Nationalparks. Innerhalb des Parkes leben rund 38.000 Menschen, damit lebt nur ein kleiner Teil der Bevölkerung des Districts New Forest (170.000 Ew.) innerhalb dessen Grenzen. Neben einem Großteil des Districts in Hampshire gehören Teile des Districts Test Valley rund um das Dorf Canada und ein Teil der Unitary Authority Wiltshire südöstlich von Redlynch zum Nationalparkgelände. Ein stattlicher Teil des ursprünglich vorgesehenen Gebietes bleibt damit außen vor: Ein Großteil des Avon-Tales im Westen und die Dibden Bay im Osten.

## Flora und Fauna

### Tiere
Unter anderem finden sich folgende Tierarten im Nationalpark:
- Glatt- oder Schlingnatter (Coronella austriaca), eine bis 80 cm lange ungiftige Schlange
- Ringelnatter (Natrix natrix), eine bis zu 2 m lange ungiftige Schlange,
- Kreuzotter (Vipera berus), eine Giftschlange, bis 90 cm lang, ihr Gift ist in der Regel nur für Kinder, alte Menschen und kleine Tiere lebensgefährlich.
- Bergsingzikade (Cicadetta montana), die einzige in Großbritannien heimische Zikadenart, hier als New Forest cicada bekannt
- Südliche Binsenjungfer (Lestes barbarus), eine bis zu 3,5 cm lange Libellenart
- Zauneidechse (Lacerta agilis), eine bis zu 24 cm lange Eidechsenart, Wiederansiedlung seit 1989
- mehrere Hirscharten, darunter 
  - Damhirsch (Dama dama)
  - Rothirsch (Cervus elaphus)
  - Sikahirsch (Cervus nippon)
  - Chinesischer Muntjak (Muntiacus reevesi), eine nach England und Wales eingeführte südchinesische Hirschart
- New-Forest-Pony

### Pflanzen
An besonderen Pflanzen findet man:
- Stechginster (Ulex europaeus), ein gelbblühender Strauch
- Sonnentau (Drosera), eine fleischfressende Pflanze
- Lungen-Enzian (Gentiana pneumonanthe), eine kurzstängelige Blütenpflanze
- Moorbärlapp (Lycopodiella inundata)